# Festival dalmatinskih klapa – Omiš 1973.
Festival dalmatinskih klapa Omiš 1973. bila je glazbena manifestacija klapskog pjevanja u Omišu u Hrvatskoj. Festival se održao 14., 15. i 22. srpnja 1973. godine.
Poredak nakon večeri:

## Vanjske poveznice
- Službene stranice